# Scambus transgressus
Scambus transgressus är en stekelart som först beskrevs av Holmgren 1868.  Scambus transgressus ingår i släktet Scambus och familjen brokparasitsteklar. Inga underarter finns listade i Catalogue of Life.